# Chiesa dei Santi Pietro, Paolo e Colombano
La chiesa dei Santi Pietro, Paolo e Colombano è la chiesa parrocchiale del paese di Fombio, nella diocesi di Lodi.

## Storia
La chiesa venne costruita nel 1611 sul luogo già occupato da un luogo di culto di epoca medievale fondato dal monastero di San Pietro in Ciel d'Oro di Pavia.
La costruzione, in origine a navata unica, venne ampliata nell'Ottocento aggiungendovi due navate laterali, una nuova facciata e una torre campanaria.
Fino al 1819 la parrocchia di Fombio apparteneva alla diocesi di Piacenza; in tale data, con bolla papale emanata da Pio VII, passò alla diocesi di Lodi.

## Caratteristiche
La chiesa è posta nel centro del paese, lungo la strada provinciale Mantovana.
La facciata è in stile neorinascimentale, conclusa lateralmente da due volute.
L'interno, a tre navate, è stato più volte modificato; si caratterizza per l'alta cupola posta su un tamburo cilindrico decorato da affreschi rappresentanti i profeti.